# Stazione di Ebetsu
La stazione di Ebetsu (江別駅?, Ebetsu-eki) è una stazione della città di Ebetsu, in Hokkaidō, Giappone, situata sulla linea principale Hakodate.

## Struttura
La stazione è dotata di una banchina laterale e una a isola centrale con 4 binari.
| 1 | ■ Linea principale Hakodate | per Sapporo e Otaru      | per Sapporo e Otaru                                       |
| 2 | ■ Linea principale Hakodate | per Sapporo e Otaru      | (bin. di precedenza o treni inizianti da questa stazione) |
| 2 | ■ Linea principale Hakodate | per Iwamizawa e Takikawa | (binario di precedenza)                                   |
| 3 | ■ Linea principale Hakodate | per Iwamizawa e Takikawa | per Iwamizawa e Takikawa                                  |
| 4 | ■ Linea principale Hakodate | per Sapporo e Otaru      | (Treni inizianti da questa stazione)                      |

## Stazioni adiacenti
| «                         | Servizio                  | »                         |
| Linea principale Hakodate | Linea principale Hakodate | Linea principale Hakodate |
| ------------------------- | ------------------------- | ------------------------- |
| Takasago                  | Locale                    | Toyohoro                  |
| Nopporo                   | Rapido sezionale          | Toyohoro                  |